# 황산도
황산도(黃山島)는 인천광역시 강화군 길상면 초지리에 속하는 섬으로, 강화해협의 남단에 있는 섬이다. 면적은 0.275 km2이다. 

## 역사
조선 시대에는 항산도(項山島)로 불리기도 하였다. 황산도 서쪽의 소황산도는 1962년 간척으로 강화도에 합쳐졌으며 황산도도 현재는 강화도와 2개의 연육교로 이어져있다.

## 지리
황산도는 서남쪽과 서북쪽이 각각 강화도(옛 소황산도)와 방조제로 연결되어 사실상 강화도의 일부가 되어 있다. 섬의 동북쪽에 있는 황산도항은 어촌정주어항으로 지정되어 있고, 2008년에 재개장한 어판장이 있다.